# Diagnoza taksonomiczna
Diagnoza taksonomiczna, diagnoza systematyczna, diagnoza różnicująca – zestaw najważniejszych, wyróżniających cech lub kombinacji cech danego taksonu, które stanowią jego charakterystykę i pozwalają na odróżnienie go od innych, blisko spokrewnionych taksonów. Poprawa oryginalnej diagnozy to emendacja.
Diagnozę taksonomiczną podaje autor lub autorzy nowego taksonu. Stanowi ona najważniejszą część opisu taksonu. Powinna zawierać wyłącznie te cechy taksonu, które pozwalają go odróżnić od wszystkich innych wcześniej znanych taksonów. Są to tzw. cechy taksonomiczne. W przypadku gatunku będą to cechy odróżniające go od innych gatunków w tym samym rodzaju. Diagnoza taksonomiczna powinna potwierdzać, że jest to nowy, wcześniej nieznany rodzaj taksonu. Nie powinno w niej być cech wspólnych dla wszystkich taksonów w danym rodzaju czy rodzinie. Jeśli autor nie podał prawidłowej diagnozy taksonomicznej, lub sformułował ją nieprawidłowo, niemożliwa jest jednoznaczna interpretacja, czy jest to nowy takson.
Przykład diagnozy taksonomicznej dla gatunku Bartheletia paradoxa podanej przez Christiana Scheuera, Roberta Bauera, Matthiasa Lutza, Edith Stabentheiner, Vadima Melnika i Martina Grube w czasopiśmie „Mycological Research” z 2008 r.:

Fungus in foliis dejectis crescens. Sori conidiales in statu sicco ca 100–400 μm diam. Conidiophori ramosi. Cellulae conidiogenae graciles, holoblasticae, apicibus percurrentibus et/vel densissime distiche-sympodialiter proliferantibus. Conidia hyalina, unicellularia, bacilliformia, (15–)17–25(–28) × (2.5–)3(–3.5) μm, cicatricibus minutissimis. Teliosporae maturae crassitunicatae, (atro)fuscae, in teliis confertae vel intramatricales singularesque. Telia erumpentia, 150–850(–1200) μm diam. Basidia tenuistipitata, (20–)22–28(–30) μm diam., quadricellularia, longitudinaliter septata. Loci sporigeni basidiosporas aliquantum numerosas formant, primum complani, demum tumescentes, tandem paulum protuberantes. Basidiosporae ut conidia.

Diagnoza taksonomiczna jest jednym z elementów opisu nowego taksonu. Powinien on zawierać następujące elementy: 
- nazwa naukowa taksonu
- materiał typowy – okaz lub okazy, które zostały zbadane przez autora opisu nowego gatunku i na jego podstawie podano ten pierwszy opis. Jeśli jest to pojedynczy okaz nosi nazwę typu nomenklatorycznego, gdy jest ich więcej nazywa się je serią typową
- diagnoza taksonomiczna
- opis zawierający szczegółowy opis taksonu
- uwagi[2].

## Historia
Konieczność zamieszczania diagnozy taksonomicznej przy publikowaniu informacji o nowym gatunku rośliny ustalona została podczas trzeciego Międzynarodowego Kongresu Botanicznego w Wiedniu w 1905 i zapisana w wiedeńskim kodeksie nomenklatury botanicznej Vienna Code z tego samego roku. Kodeks ten nie był wszędzie uznawany (Amerykanie stosowali tzw. American Code z 1907) i ostatecznie wymóg diagnozy łacińskiej ustalono w kodeksie z Cambridge (Cambridge Code) z 1935. Jego treść przygotowano podczas kongresu w 1930 i przyjęto, że za ważnie opublikowane po 1 stycznia 1932 roku będą uznawane tylko te nazwy naukowe, którym towarzyszy diagnoza taksonomiczna zapisana łaciną. W kodeksie paryskim (Paris Code) z 1956 dopuszczono zamieszczanie diagnozy w językach angielskim, francuskim i niemieckim. Za ważnie opublikowane uznaje się pozbawione diagnozy taksonomicznej dawniejsze publikacje nowych nazw gatunków roślin (sprzed roku 1908) o ile zawierają ilustrację z jej opisem.